# Oleveni
Oleveni (macedónul: Олевени) település Észak-Macedóniában, a Pelagonijai körzet Bitolai járásában.

## Népesség
| Lakosok száma | 279  | 302  | 283  | 295  | 267  | 234  | 154  | 157  | 146  |
|               | 1948 | 1953 | 1961 | 1971 | 1981 | 1991 | 1994 | 2002 | 2021 |

2002-ben 157 lakosa volt, melyből 156 macedón és 1 szerb.